# Chromatomyia castillejae
Chromatomyia castillejae este o specie de muște din genul Chromatomyia, familia Agromyzidae, descrisă de Spencer în anul 1973. Conform Catalogue of Life specia Chromatomyia castillejae nu are subspecii cunoscute.